# Zénith de Lille
El Zénith de Lille (también conocido como Zénith Arena) es un pabellón multiusos en la ciudad de Lille (Francia). Fue diseñado por el arquitecto holandés Rem Koolhaas y Cecil Balmond. Fue inaugurado en 1994. Es parte de un complejo cultural llamado Lille Grand Palais, que incluye un palacio de congresos y una sala de exposiciones. Es el edificio de este tipo más grande de la ciudad. La estación de metro de "Lille Grand Palais" da conexión con la línea 2 al pabellón multiusos.